# Taryn Power
Pour les articles homonymes, voir Power.
Taryn Power, née le 13 septembre 1953 à Los Angeles, en Californie, aux (États-Unis), et morte le 26 juin 2020 à Viroqua, en Wisconsin, aux (États-Unis), est une actrice américaine.

## Biographie

### Débuts
Taryn Power naît le 13 septembre 1953 à Los Angeles.

### Famille
Elle est la fille cadette de Tyrone Power et Linda Christian et la sœur de Romina Power.

## Filmographie
- 1972 : María : María
- 1974 : Un viaje de locos
- 1975 : Le Comte de Monte-Cristo : Valentine De Villefort
- 1976 : Bordella (La Cage aux minets) : Olimpia
- 1977 : The Hardy Boys/Nancy Drew Mysteries : Helene Holstead (1 épisode)
- 1977 : Sinbad et l'Œil du tigre : Dione
- 1977 : Tracks (en) : Stephanie
- 1984 : Hydra, le monstre des profondeurs : Margaret
- 1985 : Matt Houston : Deborah (1 épisode)
- 1990 : Le Dernier Secret des femmes : Anita